# Kanton Besançon-Nord-Ouest
Kanton Besançon-Nord-Ouest (francouzsky Canton de Besançon-Nord-Ouest) je francouzský kanton v departementu Doubs v regionu Franche-Comté. Tvoří ho pouze severozápadní část města Besançon.